# UltraEdit
UltraEdit é um editor de texto comercial para os sistemas operacionais Microsoft Windows e Linux, criado em 1994 por Ian D. Mead. O editor possui ferramentas para programadores, incluindo macros, realce de sintaxe configurável, conversão de formato de arquivos, gerenciador de projetos, expressões regulares, edição de arquivos remota via FTP, navegação em abas, edição hexadecimal, e suporte a Unicode. O programa custa US$99,95 e a atualização US$49,95.